# SN 2012bo
SN 2012bo – supernowa typu Ia, odkryta 27 marca 2012 roku w galaktyce NGC 4726. W momencie odkrycia miała maksymalną jasność 16,4m.